# تأثير فاندنبرغ
تأثير فاندنبرغ هو ظاهرة تم الإبلاغ عنها بواسطة جون فاندنبرغ وآخرون. في عام 1975، حيث يحدث تحريض مبكر للدورة الشبق الأولى في إناث الفئران قبل سن البلوغ نتيجة التعرض لبول محمل بالفيرومون من فأر ذكر ناضج جنسيًا (مهيمن).
من الناحية الفسيولوجية، يؤدي التعرض لبول الذكر إلى إطلاق هرمون مطلق لموجهة الغدد التناسلية، مما يثير الشبق الأول. وقد لوحظ تأثير فاندنبرغ أيضًا عند التعرض لإناث الفئران البالغة. عندما تتعرض أنثى فأر غير ناضجة لبول أنثى ناضجة ، يتأخر الشبق في أنثى ما قبل البلوغ. في هذه الحالة، يتم تثبيط GnRH وبالتالي يؤخر البلوغ في أنثى الفأر غير الناضجة.
يحدث تأثير فاندنبرغ بسبب الفيرومونات الموجودة في بول الذكر. لا يجب أن يكون الذكر حاضرًا حتى يحدث هذا التأثير؛ يكفي البول وحده. يتم الكشف عن هذه الفيرومونات عن طريق العضوالمِيْكَعِيٌّ الأَنْفِيّ في حاجز أنف الأنثى. يحدث هذا لأن الجسد الأنثوي لن يتخذ الخطوة لبدء البلوغ إلا إذا كان هناك رفقاء متوفرين. لن تهدر طاقتها في سن البلوغ إذا لم تكن هناك إمكانية للعثور على رفيقة.
بالإضافة إلى GnRH، لوحظ مؤخرًا أن الاستراديول خارِجِيُّ المَنْشَأ يلعب دورًا في تأثير فاندنبرغ. باستخدام استراديول المسمى التريتيوم المزروع في ذكور الفئران، تمكن الباحثون من تتبع المسارات التي يسلكها الاستراديول بمجرد انتقاله إلى أنثى. تم العثور على استراديول في العديد من المناطق داخل الإناث ويبدو أنه يدخل الدورة الدموية عن طريق الأنف ومن خلال الجلد. أشارت النتائج التي توصلوا إليها إلى أن بعض جوانب تأثير فاندنبرغ وكذلك تأثير بروس قد تكون مرتبطة بالإستراديول الخارجي من الذكور.
نظرت دراسات إضافية في صلاحية دور الاستراديول في تأثير فاندنبرغ عن طريق استراديول خارجي المنشأ في الفئران المخصية. حيث حُقنت بعض الذكور المخصيّة بزيت (مادة ضابِطة)، وأخرى بإستراديول من زيت المحركات.كما هو متوقع، كانت الأندروجينات البولية عند الذكور المخصي أقل من المستويات الطبيعية. بالإضافة إلى ذلك، فإن الإخصاء في حد ذاته يخلص الذكور من القدرة على تحفيز نمو الرحم عند الإناث قبل سن البلوغ أو تعطيل انغراس الكيسة الأريمية في الإناث التي سبق تلقيحها. ومع ذلك، عند إعادة الإمداد بالإستراديول، استعاد الذكور المخصيون القدرة على تحفيز نمو الرحم أو وقف زرع الكيسة الأريمية. تدعم هذه الدراسات دور استراديول في التوسط في تأثير فاندنبرغ (وكذلك تأثير بروس).

## قراءة إضافية
Lombardi JR، Vandenbergh JG (1977). "Pheromonally induced sexual maturation in females: regulation by the social environment of the male". Science. ج. 196 ع. 4289: 545–6. Bibcode:1977Sci...196..545L. DOI:10.1126/science.557838. PMID:557838.